# Berosus chevrolati
Berosus chevrolati – gatunek chrząszcza z rodziny kałużnicowatych i podrodziny Hydrophilinae.
Gatunek ten opisany został w 1863 roku przez Louisa Chevrolata jako Berosus aculeatus. Ponieważ wcześniej inny gatunek opisano pod tą samą nazwą (homonimia), Filip A. Zajcew nadał mu w 1908 roku nowy epitet gatunkowy chevrolati.
Chrząszcz o krótkim i szerokim ciele długości od 3,6 do 4,6 mm. Głowa metalicznie czarna z okrągłymi, dużymi punktami. Podobne punkty na przedpleczu, które jest ceglaste z metalicznie czarną, podłużną plamą pośrodku. Czułki i głaszczki szczękowe ceglaste, ale końcówka tych ostatnich brązowa. Pokrywy ceglaste z brązowymi kropkami o rozmytych krawędziach. Rzędy pokryw wyraźnie wgłębione, a międzyrzędy drobno i płytko punktowane. Wierzchołki pokryw zaokrąglone, bez ząbków. Śródpiersie z blaszkowatym, kwadratowym wyrostkiem o dużych zębach przednim i tylnym. Na piątym widocznym sternicie odwłoka prostokątne wycięcie ze środowymi ząbkami, a na pierwszym podłużny kil biegnący przez całą długość. Edeagus ma w widoku bocznym zaokrąglony wierzchołek, a u nasady krótki wyrostek.
Owad znany wyłącznie z Kuby. Podawany z prowincji Pinar del Río, Matanzas, Camagüey, Sancti Spíritus, Santiago de Cuba i Guantánamo.